# 达尔罕活佛
达尔罕活佛（藏語：དར་ཧན་སྤྲུལ་སྐུ，威利转写：dar han sprul sku），属于藏传佛教格鲁派的祖古。驻锡莫力庙。清朝封为呼图克图，称额尔德尼斯琴堪布呼图克图；中华民国大陆时期续封呼图克图，称额尔德尼斯琴诺们汗呼图克图；俗称达尔罕活佛。

## 沿革
一世葛根在西藏获“拉然巴格西”学位，从六世班禅受格隆戒，九世达赖授“班第达”称号。后来回本旗主持莫力庙迁建事宜。他从西藏回科尔沁左翼中旗时，途经北京，会见了二世章嘉，并通过二世章嘉朝见了乾隆帝，获乾隆帝赐封为“额尔德尼斯琴堪布呼图克图”，并准其重建莫力庙，且由清朝朝廷拨款。
四世葛根获袁世凯加封“额尔德尼斯琴诺们汗呼图克图”。1932年，四世葛根参加了日本扶植下的“内蒙古自治军”的活动。马头琴大师齐·宝力高小时候曾被认定为莫力庙第五世葛根，后来还俗。后来又有另一人成为第五世葛根，于1952年坐床。

## 历世达尔罕活佛
以下列出历世达尔罕活佛：
| 世数   | 生年   | 坐床年份 | 卒年     | 汉文姓名                | 蒙古文姓名 |
| ------ | ------ | -------- | -------- | ----------------------- | ---------- |
| 第一世 | 1756年 | ？       | 1821年   | 达尔罕·罗桑丹巴日阿布杰 |            |
| 第二世 | 1825年 | ？       | 1876年   | 达尔罕·罗桑丹毕扎拉僧   |            |
| 第三世 | 1877年 | ？       | ？       | 达尔罕·罗桑丹巴日阿布杰 |            |
| 第四世 | 1901年 | ？       | 1945年？ | 达尔罕·罗桑阿旺图布丹   |            |
| 第五世 | 1945年 | 1952年   | 在世     | 达尔罕·罗桑丹僧日阿布杰 |            |